# Moorestyle
Moorestyle (1977-1984) est un cheval de course pur-sang britannique. 

## Carrière de courses
D'origine très modeste, Moorestyle est adjugé pour  4 000 Guinées à une société, Moores International Furnishing, qui le nomme ainsi à des fins publicitaires. Le poulain fait ses débuts à l'été de ses 2 ans, s'imposant notamment dans les Doncaster Stakes sous la monte de Lester Piggott, beau-frère de l'entraîneur du poulain, et qui sera son partenaire de toujours. En 1980, sa rentrée victorieuse dans l'important Free Handicap lui ouvre les portes des courses de groupe. Et il ne tarde pas à montrer qu'il en a l'étoffe en prenant le premier accessit de la Poule d'Essai des Poulains. Désormais classique, le poulain toutefois redescend sur des distances où il peut davantage exprimer ses qualités de vitesse. À l'été, sa victoire dans la July Cup et son premier accessit dans le Prix Maurice de Gheest le placent parmi les sprinters les plus en vue d'Europe. Puis vient l'automne, qui est parfait : il enchaîne quatre victoires sur les sprints courts (Haydock Sprint Cup, Prix de l'Abbaye de Longchamp) et longs (Prix de la Forêt). 
Resté à l'entraînement à 4 ans, Moorestyle est acquis pour moitié par les haras nationaux britanniques en vue de sa carrière d'étalon. Une blessure contractée à l'entraînement contrarie ses plans et sans doute est-il un peu moins fort que l'année précédente. Mais il s'adjuge le Prix Maurice de Gheest à l'été et réalise encore un automne exceptionnel, concluant sa carrière en apothéose en conservant son titre dans le Prix de la Forêt. Sa saison 1980 aura été la plus belle. Cette année-là, les handicapeurs internationaux le placent tout en haut du classement européen, devant Ela-Mana-Mou et Argument. Il est par ailleurs élu cheval de l'année en Angleterre et Timeform lui attribue un formidable rating de 137, le quatorzième plus haut rating depuis la création de la publication en 1948. Au cours de la décennie 1980, seuls les cracks Shergar, Dancing Brave et Reference Point seront mieux notés. Dans leur livre de référence A Century of Champions, John Randall et Tony Morris font de Moorestyle le huitième meilleur sprinter anglais ou irlandais du 20e siècle.

### Résumé de carrière
| Date         | Hippodrome  | Pays        | Course                        | Statut      | Distance    | Jockey      | Place       | Écart       | Vainqueur ou deuxième |
| 1979, 2 ans  | 1979, 2 ans | 1979, 2 ans | 1979, 2 ans                   | 1979, 2 ans | 1979, 2 ans | 1979, 2 ans | 1979, 2 ans | 1979, 2 ans | 1979, 2 ans           |
| ------------ | ----------- | ----------- | ----------------------------- | ----------- | ----------- | ----------- | ----------- | ----------- | --------------------- |
| 4 août       | Newmarket   | Royaume-Uni | Maiden                        |             | 1 200 m     | E. Eldin    | 3e / 24     | 3/4         | Quick As Lightning    |
| 22 août      | York        | Royaume-Uni | Maiden                        |             | 1 200 m     | L. Piggott  | 1er / 13    | 6           | Conbrian              |
| 6 octobre    | Newmarket   | Royaume-Uni | Nursery Handicap              |             | 1 200 m     | L. Piggott  | 2e / 9      | 3           | Shaarid               |
| 27 octobre   | Doncaster   | Royaume-Uni | Doncaster Stakes              |             | 1 000 m     | L. Piggott  | 1er / 8     | 3/4         | Northern Eclipse      |
| 1980, 3 ans  |             |             |                               |             |             |             |             |             |                       |
| 16 avril     | Newmarket   | Royaume-Uni | Free Handicap                 |             | 1 400 m     | L. Piggott  | 1er / 13    | 1           | Taufan                |
| 27 avril     | Longchamp   | France      | Poule d'Essai des Poulains    | Gr.1        | 1 600 m     | L. Piggott  | 2e / 13     | 2           | In Fijar              |
| 15 mai       | York        | Royaume-Uni | Norwest Holst Trophy          |             | 1 400 m     | L. Piggott  | 1er / 16    | 1 ¼         | Greenwood Star        |
| 10 juillet   | Newmarket   | Royaume-Uni | July Cup                      | Gr.1        | 1 200 m     | L. Piggott  | 1er / 14    | 2 ½         | Vaigly Great          |
| 3 août       | Deauville   | France      | Prix Maurice de Gheest        | Gr. 2       | 1 300 m     | L. Piggott  | 2e / 12     | cte enc.    | Boitron               |
| 6 septembre  | Haydock     | Royaume-Uni | Haydock Sprint Cup            | Gr. 2       | 1 200 m     | L. Piggott  | 1er / 8     | 2 ½         | Kampala               |
| 5 octobre    | Longchamp   | France      | Prix de l'Abbaye de Longchamp | Gr.1        | 1 000 m     | L. Piggott  | 1er / 9     | 1 ½         | Sharpo                |
| 16 octobre   | Newmarket   | Royaume-Uni | Challenge Stakes              | Gr.3        | 1 400 m     | L. Piggott  | 1er / 6     | 3/4         | Sovereign Rose        |
| 26 octobre   | Longchamp   | France      | Prix de la Forêt              | Gr.1        | 1 400 m     | L. Piggott  | 1er / 9     | 1           | Crofter               |
| 1981, 4 ans  |             |             |                               |             |             |             |             |             |                       |
| 14 mai       | York        | Royaume-Uni | Duke of York Stakes           | Gr.3        | 1 200 m     | L. Piggott  | 6e / 10     | 10          | King of Spain         |
| 9 juillet    | Newmarket   | Royaume-Uni | July Cup                      | Gr.1        | 1 200 m     | L. Piggott  | 2e / 14     | 3           | Marwell               |
| 2 août       | Deauville   | France      | Prix Maurice de Gheest        | Gr. 2       | 1 300 m     | L. Piggott  | 1er / 10    | 1           | Diamond Prospect      |
| 20 août      | York        | Royaume-Uni | Sprint Championship           | Gr. 2       | 1 000 m     | L. Piggott  | 3e / 9      | 4           | Sharpo                |
| 29 août      | Goodwood    | Royaume-Uni | Crystal Mile                  | Gr. 2       | 1 600 m     | L. Piggott  | 2e / 6      | 1/2         | To-Agori-Mou          |
| 24 septembre | Ascot       | Royaume-Uni | Diadem Stakes                 | Gr.3        | 1 200 m     | L. Piggott  | 1er / 10    | 1 ½         | Crew's Hill           |
| 15 octobre   | Newmarket   | Royaume-Uni | Challenge Stakes              | Gr.3        | 1 400 m     | L. Piggott  | 1er / 7     | 1 ½         | Dalsaan               |
| 25 octobre   | Longchamp   | France      | Prix de la Forêt              | Gr.1        | 1 400 m     | L. Piggott  | 1er / 9     | 4           | Lou Piguet            |

## Au haras
Retiré au haras national britannique, Moorestyle n'eut guère de succès au haras et mourut prématurément, en 1984, de la "maladie de l'herbe" (ou dysautonomie équine, une affection neuro-dégénérative). Il eut tout de même le temps de donner Lockton, lauréat des National Stakes en 1986.

## Origines
Rien ne prédestinait Moorestyle à figurer dans l'élite des pur-sangs européens. Son père, Manacle, honorable sprinter (3e du Sprint Championship en 1966) est un obscur étalon, bien qu'il ait donné d'autres chevaux de classe, tels Royal Manacle (placé des Middle Park Stakes, des St. James's Palace Stakes, et des Eclipse Stakes) et Mendip Man (Prix de l'Abbaye de Longchamp). La mère, Guiding Star, est une jument suédoise, et sans doute la seule jument du pays à avoir produit un vainqueur de groupe 1. 

### Pedigree
| Origines de Moorestyle (GB), mâle bai né en 1977 | Origines de Moorestyle (GB), mâle bai né en 1977 | Origines de Moorestyle (GB), mâle bai né en 1977 | Origines de Moorestyle (GB), mâle bai né en 1977 |
| ------------------------------------------------ | ------------------------------------------------ | ------------------------------------------------ | ------------------------------------------------ |
| Père Manacle 1964                                | Sing Sing 1957                                   | Tudor Minstrel                                   | Owen Tudor                                       |
| Père Manacle 1964                                | Sing Sing 1957                                   | Tudor Minstrel                                   | Sansonnet                                        |
| Père Manacle 1964                                | Sing Sing 1957                                   | Agin the Law                                     | Portlaw                                          |
| Père Manacle 1964                                | Sing Sing 1957                                   | Agin the Law                                     | Revolte                                          |
| Père Manacle 1964                                | Hard and Fast 1957                               | Hard Sauce                                       | Ardan                                            |
| Père Manacle 1964                                | Hard and Fast 1957                               | Hard Sauce                                       | Saucy Bella                                      |
| Père Manacle 1964                                | Hard and Fast 1957                               | Boodley                                          | Borealis                                         |
| Père Manacle 1964                                | Hard and Fast 1957                               | Boodley                                          | Estrellita                                       |
| Mère Guiding Star 1969                           | Reliance 1962                                    | Tantième                                         | Deux-Pour-Cent                                   |
| Mère Guiding Star 1969                           | Reliance 1962                                    | Tantième                                         | Terka                                            |
| Mère Guiding Star 1969                           | Reliance 1962                                    | Relance                                          | Relic                                            |
| Mère Guiding Star 1969                           | Reliance 1962                                    | Relance                                          | Polaire                                          |
| Mère Guiding Star 1969                           | Star of Bethlehem 1959                           | Arctic Star                                      | Nearco                                           |
| Mère Guiding Star 1969                           | Star of Bethlehem 1959                           | Arctic Star                                      | Serena                                           |
| Mère Guiding Star 1969                           | Star of Bethlehem 1959                           | Merry Xmas                                       | Chamossaire                                      |
| Mère Guiding Star 1969                           | Star of Bethlehem 1959                           | Merry Xmas                                       | Merry Perrin (famille 5-j)                       |